# Григ, Эдвард
Э́двард Хагеру́п Григ (норв. Edvard Hagerup Grieg; 15 июня 1843, Берген, Шведско-норвежская уния — 4 сентября 1907, Берген, Норвегия) — норвежский композитор, пианист, дирижёр, общественный деятель.
Григ, творчество которого в целом относят к музыкальному романтизму, испытал значительное влияние норвежской народной культуры (эпоса, музыки, танца, современных бытовых традиций). Среди наиболее часто исполняемых произведений Грига — две сюиты из музыки к драме Генрика Ибсена «Пер Гюнт», Концерт для фортепиано с оркестром, фортепианные миниатюры из сборников «Лирические пьесы» (10 тетрадей), песни «Лебедь» (En svane), «Избушка» (Hytten), «Люблю тебя!» (Jeg elsker dig!), «Сердце поэта» (Du fatter ei Bølgernes evige Gang). Его единственным ребёнком была Александра, которая умерла ещё в детстве. Больше детей у Грига не было.
Был женат на двоюродной сестре Нине

## Биография

### Берген. Детство и юность (с рождения до 1858)
Эдвард Хагеруп Григ родился 15 июня 1843 года в Бергене в культурной и обеспеченной семье, происходившей от его прадеда по отцовской линии, шотландского купца Александра Грига, перебравшегося в Берген около 1770 года и некоторое время исполнявшего в этом городе обязанности британского вице-консула.
Исходная шотландская фамилия семьи звучала как «Грейг»; предки композитора, принадлежавшие к знаменитому клану МакГрегоров, вынуждены были сменить фамилию, когда в начале XVII века клан попал в опалу. Известные русские адмиралы С. К. Грейг и А. С. Грейг, министр финансов Российской империи С. А. Грейг также принадлежали к этому роду.
Дед композитора, Джон Григ, унаследовавший должность британского вице-консула, играл в бергенском оркестре и женился на дочери его главного дирижёра Нильса Хаслунна. Отец композитора, Александр Григ, был вице-консулом в третьем поколении.
Мать композитора, Гесина Григ, в девичестве Хагеруп, училась игре на фортепиано и вокалу в Арфелоне у Альберта Метфесселя, затем выступала в Лондоне, а у себя дома в Бергене постоянно музицировала, исполняя сочинения Моцарта, Вебера, Шопена, и, как было принято в состоятельных семьях, с детства обучала музыке Эдварда, его брата и трёх сестёр. Впервые будущий композитор сел за фортепиано в четыре года, и уже в детстве его стала занимать красота созвучий и гармоний.
Почему бы не вспомнить ту таинственную, неизъяснимую радость, которая охватила меня, когда, протянув руки к фортепиано, я извлёк — о нет, не мелодию! Куда там! Нет, должно быть, то была гармония. Сначала терция, потом трезвучие, потом аккорд из четырёх звуков. И наконец, с помощью уже обеих рук — о ликованье! — пятизвучие, нонаккорд. Когда он прозвучал, восторгу моему не было границ. Вот это был успех! Ни один из последующих моих успехов не опьянял меня так, как этот. Было мне тогда около пяти лет.Эдвард Григ. «Мой первый успех». Избранные статьи и письма
С 1853 года Григ учился в городской школе, к которой в целом относился отрицательно, но к своему учителю музыки Фердинанду Джованни Шедивы сохранил добрые чувства. В возрасте двенадцати лет Григ написал своё первое произведение для фортепиано. В 1858 году, по настоятельному совету «норвежского Паганини» — известного норвежского скрипача Уле Булла, Григ поступил в Лейпцигскую консерваторию

### Лейпциг. Консерватория (1858—1863)

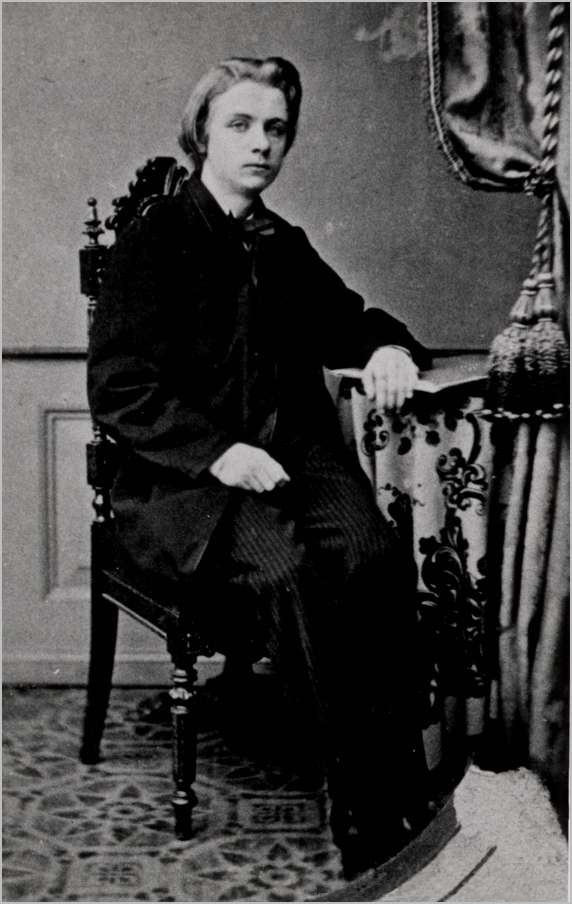
Эдвард Григ в 1858 году

В знаменитой консерватории, основанной в 1843 году Мендельсоном, Григ не всем оказался доволен: со своим первым учителем фортепиано Луи Плайди они настолько разошлись во вкусах и интересах (по мнению Грига, Плайди был прямолинейным педантом и малоспособным исполнителем), что по собственной просьбе Эдвард был переведён в класс Эрнста Фердинанда Венцеля. За пределами консерватории, в городе с развитой музыкальной культурой, в котором жили Иоганн Себастьян Бах и Роберт Шуман, Григ приобщался к музыке современных композиторов, в частности посещая концертный зал «Гевандхауз», где играли музыку Шумана, Моцарта, Бетховена, Вагнера и Шопена. Шуман с тех пор всегда оставался любимым композитором Грига, и его ранние произведения, в частности соната для фортепиано (1865), хранят следы влияния Шумана.
Во время обучения Григ сочиняет «4 фортепианные пьесы», оп. 1 и «4 романса», оп. 2, на слова немецких поэтов. В этих ранних произведениях заметно влияние любимых Григом классиков: Шумана, Шуберта, Мендельсона.
В 1862 году Григ окончил консерваторию с отличными оценками. По отзывам профессоров, в годы учения он проявил себя как «в высшей степени значительный музыкальный талант», особенно в области композиции, а также как незаурядный «пианист со свойственной ему продуманной и полной выразительности манерой исполнения». В том же году в шведском городе Карлсхамн он дал свой первый концерт.
Позже Григ без удовольствия вспоминал годы обучения в консерватории — схоластические методы преподавания, консерватизм учителей, их оторванность от реальной жизни. В тонах добродушного юмора он описал своё детство и консерваторские годы в автобиографическом очерке «Мой первый успех» (на русском языке впервые был опубликован в «Русской музыкальной газете», 1905). Однако о своём учителе композиции Морице Гауптмане Григ говорил так: «Он олицетворял для меня всякую противоположность схоластике».

### Копенгаген. Начало карьеры, общество «Эвтерпа», вступление в брак (1863—1866)

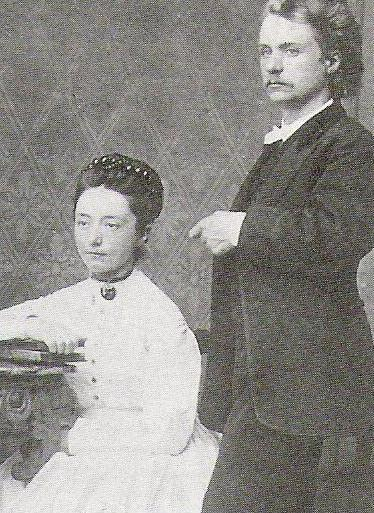
Нина Хагеруп и Эдвард Григ в период помолвки, около 1867 г.

Окончив консерваторию, Григ пожелал работать на родине и вернулся в Берген. Однако его пребывание в родном городе на этот раз было недолгим — талант молодого музыканта не мог совершенствоваться в условиях слабо развитой музыкальной культуры Бергена. В 1863 году Григ уехал в Копенгаген, центр музыкальной жизни всей Скандинавии того времени. В том же году он написал «Поэтические картинки» — шесть пьес для фортепиано, выпущенные как опус 3, где в его музыке впервые проявились национальные черты. Ритмическая фигура, лежащая в основе третьей пьесы, часто встречается в норвежской народной музыке и становится характерной для многих мелодий Грига.
В Копенгагене Григ сблизился с группой единомышленников, воодушевлённых идеей создания нового национального искусства. Одним из них был Рикард Нурдрок, норвежец, который ясно осознавал свою задачу как борца за норвежскую национальную музыку. В общении с ним окрепли и оформились эстетические взгляды Грига. В 1864 году в содружестве с несколькими датскими музыкантами они основали музыкальное общество «Эвтерпа» с целью знакомить публику с произведениями скандинавских композиторов. Григ выступил в нём в качестве дирижёра, пианиста и автора, и за два года выпустил «Шесть поэм» на стихи немецких поэтов Гейне, Уланда и Шамиссо (1863—1864); Первую симфонию (1863—1864); ряд романсов на слова Ханса Кристиана Андерсена, Расмуса Винтера и Андреаса Мунка; «Юморески» для фортепиано (1865); Первую скрипичную сонату (1865); увертюру «Осенью» (1866); единственную фортепианную сонату (1865—1867). Норвежские народные мотивы занимают все больше и больше места в его творчестве. После знакомства с Нурдроком он писал:
У меня точно глаза раскрылись! Я внезапно постиг всю глубину, всю ширину и мощь тех далеких перспектив, о которых не имел до того понятия; тут лишь я понял величие норвежского народного творчества и собственное мое призвание и натуру.
Также в Копенгагене Григ встретил Нину Хагеруп, свою двоюродную сестру, с которой они вместе росли в Бергене, переехавшую с семьёй в Копенгаген в возрасте восьми лет. За это время она стала взрослой девушкой, певицей с прекрасным голосом, который очень понравился начинающему композитору. На Рождество 1864 года Григ сделал ей предложение, и в июле 1867 года они поженились. Их творческое содружество продолжалось в течение всей их совместной жизни.

### Осло. Расцвет деятельности (1866—1874)
Не в силах терпеть давление родни, которая из-за нетрадиционного брака отвернулась от Григов, молодожёны переехали в Христианию (Осло), и ближе к осени 1867 года Григ организовал концерт как «отчёт о достижениях норвежских композиторов». В нём прозвучали первая соната Грига для скрипки и соната для фортепиано, песни Нурдрока и композитора Хальфдана Кьерульфа. Результатом стало приглашение на пост дирижёра Христианийского филармонического сообщества.
Здесь, в Осло, наступил расцвет деятельности Грига. Была опубликована первая тетрадь «Лирических пьес» (1867), в 1868 году вышел фортепианный концерт, несколько сборников романсов и песен на стихи Йоргена Му, Кристофера Янсона, Андерсена и других скандинавских поэтов. Вторую скрипичную сонату (1867) критики находят намного более развитой, разнообразной и богатой, чем Первая.
В 1868 году у Григов родилась дочь, которую назвали Александрой. Спустя год девочка заболела менингитом и умерла. Случившееся поставило крест на будущей счастливой жизни семьи. После смерти дочери Нина замкнулась в себе, однако супруги продолжали совместную концертную деятельность и вместе ездили на гастроли.
В 1869 году Григ открыл для себя классический сборник норвежского музыкального фольклора, составленный известным композитором и фольклористом Людвигом Матиасом Линдеманом. Результатом этого явился цикл «25 норвежских народных песен и танцев» для фортепиано, op. 17, состоящий из разнообразных шуточных и лирических, трудовых и крестьянских песен.
В 1871 году вместе с композитором Юханом Свенсеном Григ основал концертное общество «Музыкальная ассоциация Кристиании» (ныне Филармоническое общество Осло). Наряду с классикой они старались привить интерес и любовь слушателей к произведениям современников — Шумана, Листа, Вагнера, имена которых ещё не были известны в Норвегии, а также к музыке норвежских авторов. В борьбе за свои взгляды им пришлось столкнуться с большими трудностями со стороны космополитически настроенной крупной буржуазии, однако в среде передовой интеллигенции, сторонников самобытной национальной культуры, Григ нашёл горячую поддержку. Тогда завязалась тесная дружба с писателем и общественным деятелем Бьёрнстьерне Бьёрнсоном, оказавшим большое влияние на творческие взгляды композитора. Было опубликовано несколько песен в соавторстве с Бьёрнсоном, а также «Сигурд Крестоносец» (дат. Sigurd Jorsalfar, 1872) — пьеса во славу норвежского короля XII века.
Также в начале 1870-х годов Григ и Бьёрнсон были заняты мыслью об опере. Их замыслы не осуществились главным образом потому, что в Норвегии отсутствовали оперные традиции. От попытки создания оперы осталась лишь музыка к отдельным сценам неоконченного либретто Бьёрнсона «Олав Трюггвасон» (1873), по легенде о короле Олаве, крестившем Норвегию в X веке. В 1994 году российский композитор и либреттист Лев Конов закончил наброски и написал детскую оперу-эпос «Асгард».
Ференц Лист, живший в Риме и не знавший Грига лично, в конце 1868 года ознакомился с его Первой скрипичной сонатой. Он был поражён свежестью музыки и послал восторженное письмо автору, которое сыграло большую роль в жизни Грига: моральная поддержка Листа укрепила его идейно-художественные позиции. В 1870 году состоялась их личная встреча. Благородный и великодушный друг всего талантливого в современной музыке, особенно тепло поддерживавший тех, кто выявлял национальное начало в творчестве, Лист горячо принял недавно законченный фортепианный концерт композитора. Рассказывая родным о встрече с Листом, Григ добавлял:
Эти слова имеют для меня бесконечно большое значение. Это нечто вроде благословения. И не раз, в минуты разочарования и горечи, я буду вспоминать его слова, и воспоминания об этом часе будут волшебной силой поддерживать меня в дни испытаний.
В 1874 году правительство Норвегии назначило Григу пожизненную государственную стипендию. Он получил предложение от известного норвежского поэта Генрика Ибсена. Результатом работы, представлявшей интерес и для самого композитора, стала музыка к драме «Пер Гюнт», одна из самых известных увертюр из всего наследия Грига. По собственному признанию, Григ был фанатичным почитателем многих поэтических произведений Ибсена, в особенности «Пера Гюнта». Представление увертюры в Осло 24 февраля 1876 года сопровождалось большим успехом, музыка Грига становилась все более известной в Европе. В Норвегии она приобретает огромную популярность, проникая на концертную эстраду и в домашний быт; его произведения печатаются одним из самых солидных немецких издательств, множится количество концертных поездок. Широкое признание и материальная обеспеченность позволили Григу оставить концертную деятельность в столице и вернуться в Берген.

### Берген (1874—1885) и «Тролльхауген» (1885—1907)

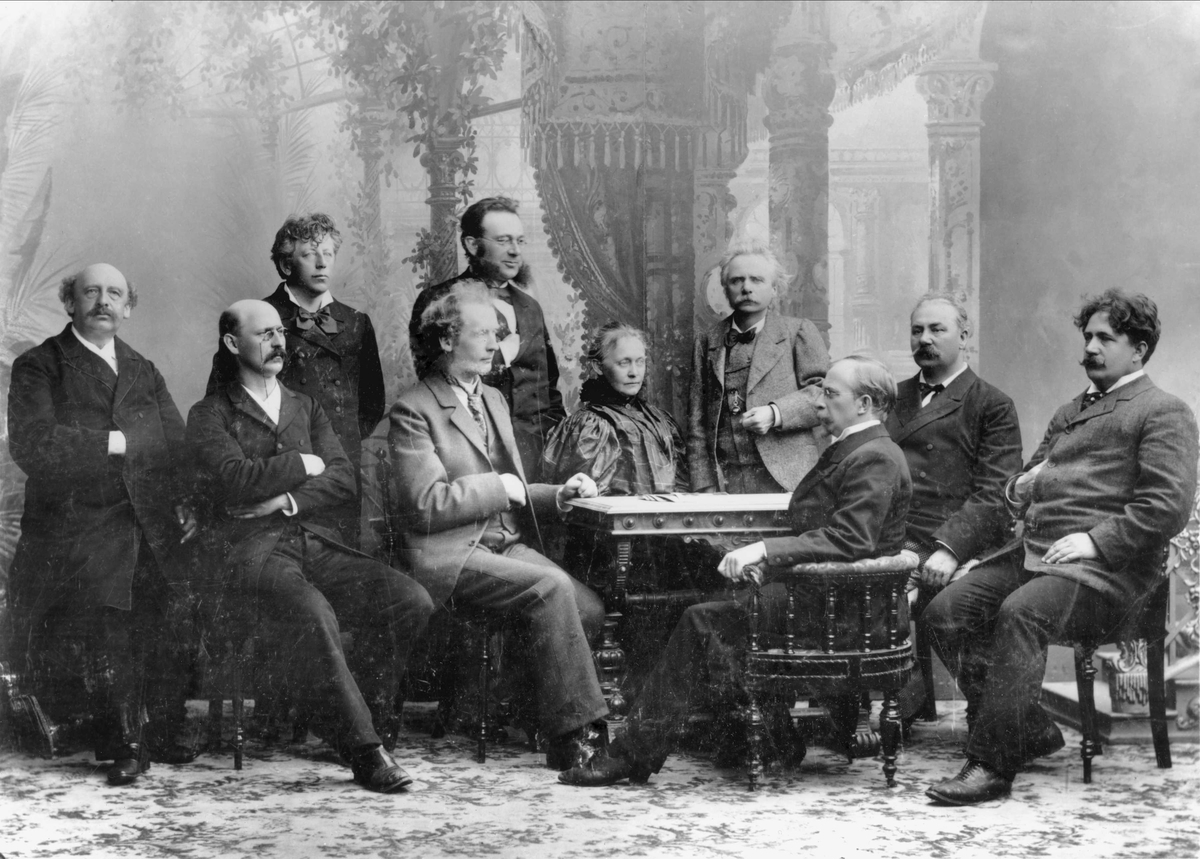
Норвежские композиторы на музыкальном фестивале в Бергене.
Слева направо: Каппелен, Кристиан, Эллинг, Катаринус, Ольсен, Оле, Герхард Шельдеруп, Ивер Холтер, Агата Баккер-Грёндаль, Эдвард Хагеруп Григ, Кристиан Август Синдинг, Юхан Северин Свенсен и Юхан Хальворсен
(фотограф Ниблин, Агнес; 1898)

В конце 1870-х годов Григ был увлечен сочинением крупных инструментальных произведений. Были задуманы фортепианное трио, фортепианный квинтет. Однако закончен был только струнный квартет (1878), написанный на тему одной из ранних песен. В 1881 году в Бергене были созданы «Норвежские танцы» для фортепиано в четыре руки (оп. 35). В творчестве предшественников Грига четырёхручные произведения были распространены в качестве музыки, доступной для широкого круга любителей, отсюда несложность их замысла и стиля. Иные тенденции у Грига — количество и соотношение частей этой сюиты, динамика, контрасты, насыщенная фактура приближают «Танцы» к симфонии. Именно поэтому популярной стала оркестровая редакция этого сочинения.
От сырости в Бергене у Грига обострился плеврит, полученный ещё в консерватории, возникло опасение, что он может перейти в туберкулёз. Жена отдалялась от него всё дальше и в 1883 году ушла. Три месяца Григ жил один, но потом, по совету своего товарища, музыковеда Франца Бейера, помирился с женой и в знак этого решил уехать из Бергена.
С 1885 года основным местом жительства Грига стал Тролльхауген — вилла, выстроенная по его заказу неподалёку от Бергена. Страстно любивший Норвегию, Григ подолгу бывал в горах, живя в деревенской глуши среди крестьян, рыбаков и лесорубов. Поэзия норвежской природы, дух и строй народной музыки отразились в лучших его произведениях этих лет: балладе для фортепиано, оп. 24; Первого струнного квартета. В письмах Грига того периода часто встречаются подробные описания гор и природы Норвегии. Песни, выпущенные в то время, стали для композитора гимнами великой природе.
Концертные поездки в Европу со временем приняли систематический характер. Свои произведения Григ представлял в Германии, Франции, Англии, Голландии, Швеции как дирижёр и пианист, так и аккомпанируя жене. Концертную деятельность Григ не оставлял до конца своих дней.
В январе 1888 года в Лейпциге Григ познакомился с Петром Ильичом Чайковским, и между композиторами возникла дружба. Чайковский восхищался поэтичностью музыки Грига, свежестью и самобытностью его стиля. Григу была посвящена увертюра «Гамлет» и дана замечательная характеристика творчества в «Автобиографическом описании путешествия за границу в 1888 году» Чайковского. В 1893 году они вместе были удостоены почётных званий докторов Кембриджского университета. Ещё раньше, в 1889 году, Григ стал членом Французской академии изящных искусств, в 1872 году Шведской королевской академии, в 1883 году членом Лейденского университета в Голландии.
В 1898 году Григ организовал первый в Бергене фестиваль норвежской музыки, который проводится и поныне. Он неизменно принимал участие во всех событиях норвежской общественной жизни, уделял большое внимание работе концертных организаций и хоровых обществ, выступал как критик и публицист. Григ следил за развитием музыкальной жизни в Европе, выступал с развёрнутыми очерками о композиторах-классиках (Вагнере, Шумане, Моцарте, Верди, Дворжаке), пропагандировал творчество норвежских композиторов — Свенсена, Кьерульфа, Нурдрока.
В 1890-е годы внимание Грига больше всего было занято фортепианной музыкой и песнями. С 1891 по 1901 год было написано шесть тетрадей «Лирических пьес» и более десятка песенных сборников. В 1903 году появляется новый цикл обработок народных танцев для фортепиано. В последние годы жизни Григ опубликовал остроумную и лиричную автобиографическую повесть «Мой первый успех» и программную статью «Моцарт и его значение для современности». В них ярко выразилось творческое кредо композитора: стремление к своеобразию, к определению своего стиля, своего места в музыке. Несмотря на болезнь, Григ продолжал творческую деятельность до конца жизни. В апреле 1907 года композитор совершил большую концертную поездку по городам Норвегии, Дании, Германии.
В том же году осенью Григ собрался на музыкальный фестиваль в Англию. Вместе с женой он остановился в маленьком отеле в Бергене, чтобы подождать корабль до Лондона. Там Григу стало хуже, и ему пришлось лечь на лечение в одну из бергенских больниц, где спустя несколько дней в сентябре 1907 года он умер от неизлечимого туберкулёза (во сне, не приходя в сознание). Ежегодно смерть Эдварда отмечалась в Норвегии государственным трауром.
Эдварда Грига кремировали у него на родине, в городе Бергене, в открытом в том же году первом крематории в Норвегии. Урна с прахом захоронена в скале над фьордом на побережье Северного моря, рядом с его виллой «Тролльхауген». Позднее было кремировано тело его жены, Нины Хагеруп Григ, умершей в 1935 году; урну замуровали в ту же скалу. Вскоре вилла была преобразована в мемориальный дом-музей Грига.

## Творчество
Творчество Эдварда Грига впитало в себя типические черты норвежского музыкального фольклора — эпических и лирических песен скальдов, мелодий пастушьего альпийского рога, трудовых и бытовых песен. Этот фольклор формировался на протяжении многих столетий, и его особенности закрепились в XIV-XVIII веках. Немалую роль в них играло воспроизведение образов природы, персонажей норвежских народных сказаний о подземном мире — гномов, кобольдов, троллей, домовых, водяных (например, «Шествие гномов» и «Кобольд» из «Лирических пьес», «В пещере горного короля» из «Пера Гюнта»).
Норвежская народная мелодика отмечена рядом характерных особенностей, которые определили своеобразие музыкальной стилистики Грига. В инструментальной музыке мелодические линии часто развиваются сложным орнаментом в наслоении форшлагов, мордентов, трелей, мелодических задержаний. Эти приёмы народного скрипичного музицирования закреплены во многих танцевальных пьесах Грига. Подобные приёмы проникают и в его вокальную музыку, где мелодические задержания служат выражению широкого вздоха.
Григ часто использовал свежо звучавшие в его время ладовые обороты — дорийский, фригийский. Они способствовали обогащению его гармонических приемов, среди которых альтерации, необычное сочетание тональностей, хроматическое нисхождение баса, частое применение органного пункта.
В фортепианных пьесах op. 17, 35, 63 и 72 Григ всесторонне отобразил музыку таких норвежских танцев, как спрингар, халлинг, гангар, до него разрабатываемые скрипачами, которыми издавна славилась Норвегия. Он дал также развёрнутые сцены из народной жизни на основе танцевальных интонаций и ритмов («Сцены из сельской жизни», op. 19; «Свадебный день в Тролльхаугене» из op. 65), им присущи живые, энергичные ритмы, активный характер, порой с оттенком юмора. В танцы, особенно гангар, нередко привносятся сюжетные мотивы (в частности, популярны шуточные сцены, именуемые «стабе-лотен»). Григ часто пользовался ими и нередко насыщал свои произведения сюжетной программностью, когда хотел запечатлеть в музыке нравы и обычаи родного народа.
Григ преклонялся перед гением Моцарта, одновременно полагая, что при знакомстве с Вагнером «этот универсальный гений, чья душа всегда оставалась чуждой всякого филистерства, обрадовался бы как дитя всем новым завоеваниям в области драмы и оркестра». Бах для него являлся «краеугольным камнем» музыкального искусства. У Шумана он ценил, прежде всего «тёплый, глубоко сердечный тон» музыки и самого себя причислял к шумановской школе. Склонность к меланхолии и мечтательности роднит его с немецкой музыкой. «Однако мы более любим ясность и краткость, даже наша разговорная речь ясна и точна. Мы стремимся добиться этой ясности и точности в нашем искусстве», утверждал Григ. Много тёплых слов он находил для Брамса, а свою статью памяти Верди начал словами: «Ушёл последний великий…».
К фортепиано Григ обращался на протяжении всей жизни. В небольших пьесах он фиксировал своего рода «дневниковые записи» — личные жизненные впечатления и наблюдения, в которых сам предстает увлекательным рассказчиком. Тематика пьес наделена такой жанровой характерностью, а ритмические и гармонические ходы содержат столько неожиданного и увлекательного, что музыкальное развитие уподобляется хорошей новелле.
В фортепианной музыке Грига заметны две струи. Одна из них связана с выражением лично субъективных чувств, и здесь Григ более интимен, обращаясь к сфере той «домашней музыки», которая со времен «Песен без слов» Мендельсона заняла видное место в европейской фортепианной лирике (например, фортепианные миниатюры Чайковского). Другая струя связана с областью жанрово-характерного, с народной песенностью и танцевальностью. И если в первом случае композитор стремился к передаче поэтичных индивидуальных состояний, то во втором его прежде всего интересовала зарисовка сцен народной жизни, картин природы.
Из примерно 150 фортепианных пьес Грига 66 были изданы в десяти тетрадях «Лирических пьес». Лучшие из этих пьес давно стали достоянием широких кругов любителей музыки. По своему складу они импульсивны, импровизационны, но заключены большей частью в рамки трехчастной композиции. Заглавия пьес носят характер эпиграфов, которые призваны вызвать определённые ассоциации в связи с содержанием музыки. Выбор заглавий не всегда удачен и иногда грешит данью салонной традиции, что не имеет отношения к музыке. Она отмечена большим лирическим обаянием и своеобразием, богатой мелодикой, наделенной живым, тёплым, вокальным дыханием. Поэтому так органично соседствуют в наследии Грига оригинальные фортепианные пьесы и его же переложения собственных песен для фортепиано (op. 41, 52)

## Наследие Грига

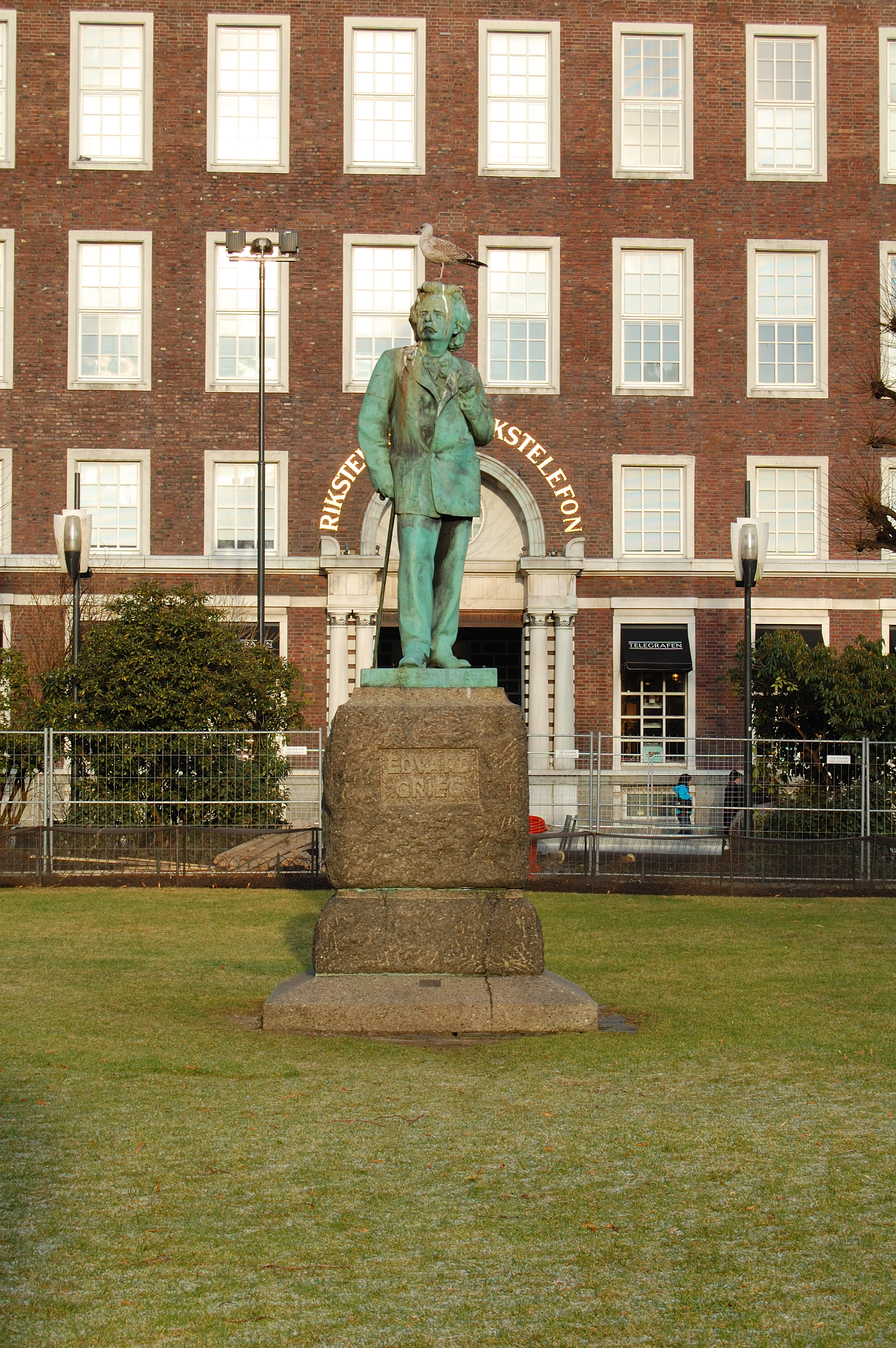
Памятник Эдварду Григу в Бергене

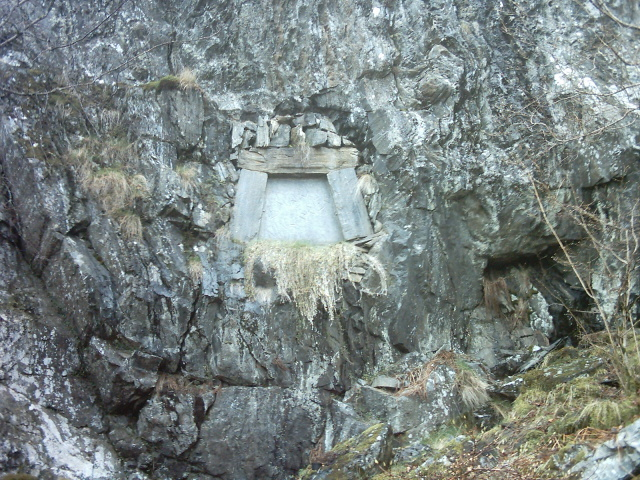
Могила Эдварда Грига и Нины Хагеруп

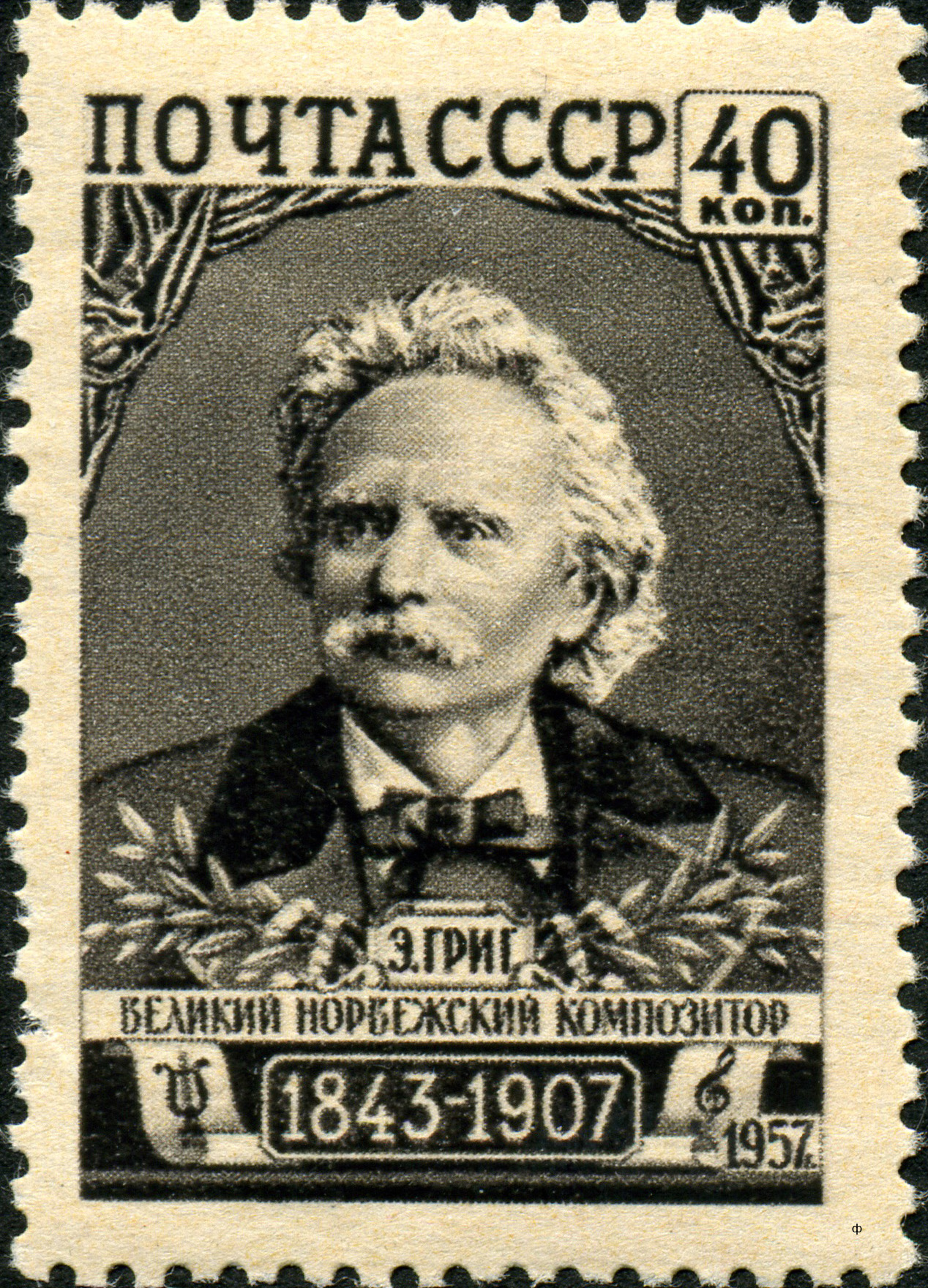
Григ на почтовой марке СССР (1957)

Сегодня творчество Эдварда Грига высоко почитаемо, особенно в Норвегии. Пьесы Грига используются в художественных и культурных мероприятиях. Ставятся различные музыкальные спектакли, сценарии фигурного катания и другие постановки.
«Тролльхауген», где композитор прожил часть жизни, стал открытым для посещения домом-музеем. Здесь посетителям показаны родные стены композитора, его усадьба, интерьеры. Вещи, принадлежавшие композитору, — пальто, шляпа и скрипка, по-прежнему висят на стене его рабочего домика. Рядом с усадьбой установлена статуя Грига в натуральную величину и стоит его рабочая избушка.

### В современной культуре
- В. Ф. Нижинский поставил и исполнил номер на музыку фортепианной пьесы Småtroll (op. 71 № 3), оркестрованной И. Ф. Стравинским для дивертисмента «Ориенталии», Русский балет Дягилева, 1910
- Карл Столлинг, композитор киностудии Warner Bros., часто использовал пьесу Грига «Утро» для иллюстрации утренних сцен в мультфильмах[14]. В мультфильме Уолта Диснея «Танец скелетов» (1929) звучит пьеса «Шествие гномов» (из 5-й тетради «Лирических пьес», в переложении для оркестра)[15].
- Музыкальный спектакль «Разноцветный трубочист» (1957) по рассказу Братьев Гримм использовал исключительно музыку Грига.
- Мюзикл «Песнь Норвегии» (1970) основан на событиях жизни Грига и использует его музыку[16].
- Музыка Эдварда Грига использована в мультфильмах «Легенда о Григе» (1967), «Старый дом» (1977), «Пер Гюнт» (1979), «Корзина с еловыми шишками» (1989), «Гномы и горный король» (1993).
- Rainbow — «Hall of the Mountain King» (альбом Stranger in Us All, 1995) — композиция в стиле хард-рок, основанная на музыке пьесы «В пещере горного короля» на слова Кэндис Найт (жены Ричи Блэкмора, гитариста группы). Песня «Vikingtid» российской пэган-метал группы Butterfly Temple из альбома «Сны Северного моря», также содержит в себе фрагменты этого произведения Грига.
- Первая часть фортепианного концерта используется в фильме Эдриана Лайна «Лолита» (1997).
- В мультсериале «Незнайка на Луне» звучат песни на мотивы мелодий «В пещере горного короля» и песни Сольвейг из «Пер Гюнта».
- Заглавный герой российского телесериала «Доктор Тырса» в каждой серии, иногда неоднократно, приближаясь в процессе анализа разрозненных симптомов пациента к моменту интуитивного озарения, непроизвольно насвистывает «В пещере горного короля».
- Часть сюиты № 1, соч. 46 («Утреннее настроение») часто используется в агитационных роликах российской политической партии «Патриоты России»[17][18].

## Память
- В честь Эдварда Грига названа улица в поселке Коммунарка, который входит в состав Новомосковского административного округа города Москвы[19];
- Остров-спутник Шикотана (Курильские острова)[20] носит имя Э. Грига.
- Улица Э. Грига в городе Калининград.
- К. Г. Паустовский в 1954 году написал рассказ «Корзина с еловыми шишками», посвященный творчеству Э. Грига.

## Музыкальные фрагменты
Внимание! Музыкальные фрагменты в формате Ogg Vorbis
- Концерт для фортепиано с оркестром ля минор. Первая частьо файле (информация о файле)
- Концерт для фортепиано с оркестром ля минор. Вторая частьо файле (информация о файле)
- Концерт для фортепиано с оркестром ля минор. Третья частьо файле (информация о файле)